# 特例
| ウィキペディアには「特例」という見出しの百科事典記事はありません（タイトルに「特例」を含むページの一覧/「特例」で始まるページの一覧）。 代わりにウィクショナリーのページ「特例」が役に立つかもしれません。 |